# Togainu no Chi
Togainu no Chi (咎狗の血 lit. La sangre del perro reprendido?) es una novela visual japonesa de género yaoi desarrollada por Nitro+Chiral. La trama se centra en Akira, un joven que es obligado a participar en un mortal juego conocido como "Igura" ("juego" en ruso) en un Japón posapocalíptico a cambio de ser liberado de su condena de prisión. Su objetivo es vencer a "Il Re" ("El Rey" en italiano), la persona más poderosa en Igura. El juego fue originalmente lanzado para formato PC en 2005. El 29 de mayo de 2008, fue lanzada una versión para PlayStation 2 titulada Togainu no Chi TRUE BLOOD. Otra versión para PlayStation Portable fue lanzada el 23 de diciembre de 2010 bajo el título de Togainu no Chi True Blood Portable.
Togainu no Chi ha sido adaptado a dos series de manga, una novela y una serie de anime de doce episodios. El anime fue anunciado en marzo de 2010, como parte del quinto aniversario de Nitro+Chiral bajo la producción de Aniplex. Comenzó a transmitirse por TBS y MBS el 7 de octubre de 2010 y finalizó el 23 de diciembre. Aniplex of America transmitió y emitió en directo la serie en Norteamérica por Anime News Network.

## Argumento
Luego de la devastación causada por la Tercera Guerra Mundial (conocida como la "Tercera División"), Japón fue dividido en dos. Varios años después del fin de la guerra, una organización criminal llamada Vischio tomó el control de la ciudad destruida de Toshima (anteriormente Tokio), donde tiene lugar un juego conocido como Igura.
Igura es un violento juego de lucha en el cual está permitido el asesinato de los participantes. Para participar, se debe acudir a Árbitro y decirle la razón de su decisión. Los participantes entonces reciben cinco colgantes, cada uno de ellos con un grabado de una baraja estándar de naipes. Los colgantes deben llevarse puestos todo el tiempo como símbolo de participación. El principal objetivo del juego es arrebatar los colgantes de otros jugadores y formar un Royal Flush (una combinación de cinco cartas consecutivas del mismo palo). Si un participante logra reunir un Royal Flush, gana el derecho de desafiar a "Il Re", la persona más poderosa en Igura. Las batallas usualmente terminan cuando uno de los dos muere o su espalda toca el suelo. El ganador toma los colgantes del perdedor y es libre de hacer lo que le plazca con el perdedor.
El personaje principal del juego es un joven llamado Akira, quien es falsamente acusado de un crimen que no cometió. Una vez arrestado, recibe la visita de una misteriosa mujer, quien le ofrece su libertad a cambio de aceptar participar en Igura y derrotar a Il Re. La historia sigue la vida de Akira en el duro y anarquista Toshima, y su lucha para sobrevivir y desentrañar los misterios que se desarrollan a su alrededor.

## Personajes
Akira (アキラ?)
Voz por: Kōsuke Toriumi (PS2, anime, CD drama)
El protagonista principal del juego. Akira es un joven serio y retraído; creció en un orfanato junto a su mejor amigo, Keisuke. Fue campeón invicto del juego de lucha callejera "Bl@ster", donde participó en el distrito de Ray bajo el nombre de Lost. Es falsamente acusado de asesinato y condenado a cadena perpetua, pero una mujer desconocida llamada Emma le propuso liberarlo de su condena si aceptaba participar en Igura, cosa que hace con cierta renuencia. Por lo general, actúa de manera fría e indiferente, pero también tiene un lado muy ingenuo. Su arma es un cuchillo.
Keisuke (ケイスケ?)
Voz por: Tomokazu Sugita (PC, anime, CD drama)
Es un amigo de la infancia de Akira. Ambos crecieron juntos en el mismo orfanato y debido a que es débil físicamente, siempre ha admirado la fuerza de Akira, además de sentir una gran admiración y aprecio hacia este. Generalmente se muestra tímido y callado, pero cuando Akira se encuentra en peligro se vuelve muy audaz. Al enterarse de la situación de Akira, Keisuke le sigue a Toshima y también se une a Igura, a pesar de su debilidad y falta de experiencia en la lucha.
Rin (リン?)
Voz por: Jun Fukuyama (PC, anime, CD drama)
Es un joven participante de Igura. A pesar de ser algunas veces confundido con una chica debido a su contextura pequeña, es increíblemente fuerte y es capaz de sobrevivir por su cuenta en Igura. Ayuda a Akira a guiarse por la ciudad y le da ánimos cuando este lo necesita. Más adelante, se revela que Rin y Shiki son medio hermanos, compartiendo el mismo padre pero diferentes madres. Rin también es un exparticipante de Bl@ster (del área de Ghost) y lucha con dos dagas gemelas. Disfruta tomar fotografías y es muy bueno saltando de techos y paredes.
Shiki (シキ?)
Voz por: Hikaru Midorikawa
Es el individuo más fuerte de Igura. Siempre lleva una katana consigo y viste totalmente de negro. Es extremadamente temido por los participantes de Igura, debido a que asesina indiscriminadamente y sin advertencia. A pesar de matar a los participantes, jamás recoge sus colgantes. Es un hombre violento envuelto en gran misterio y nunca ha sido derrotado. Su medio hermano es Rin.
Motomi (源泉?)
Voz por: Kazuya Ichijō
Un hombre de mediana edad con un gran conocimiento sobre Igura. Tiene una personalidad amistosa, despreocupada y es un gran fumador de tabaco. Motomi no participa en el juego, pero está en Toshima para observarlo. Carga consigo una pistola para defensa personal.
Arbitro (アルビトロ Arubitoro?)
Voz por: Masaru Hishi (PC, CD drama), Kōsuke Okano (PS2, anime)
Es el gerente de la organización criminal Vischio. Un hombre rubio y llamativo que siempre lleva una máscara ocultando la mitad de su rostro. Posee un malsano pasatiempo que implica apreciar y modificar los cuerpos de jóvenes atractivos. Debido a esta "afición", su mansión está llena de estatuas de hombres desnudos y mantiene a Kau, un ser humano, como su mascota.
Kau (狗?)
Es la amada "mascota" de Árbitro. En realidad es un joven muchacho al que Árbitro acogió cuando era niño y modificó su cuerpo a su gusto. Árbitro le extirpó sus ojos y cuerdas vocales, por lo que no puede ver ni hablar. Tiene, sin embargo, un agudo sentido del olfato, y ha sido entrenado para rastrear el olor de los individuos que rompen las reglas en Igura. También tiene una gran cicatriz y pírsines en su estómago, además de que camina en cuatro patas. Su nombre significa "perro" en japonés. 
Kiriwar (キリヲ Kiriwo?)
Voz por: Fuji Bakuhatsu (PC, CD drama), Katsuyuki Konishi (PS2, anime)
Es uno de los verdugos que ejecutan a los infractores de las reglas en Igura. Aunque trabaja para Árbitro, sus lazos con él no van más allá y a menudo disfruta hacerlo enojar. Generalmente se le ve con Gunji, a quien llama "hiyo" o "hiyoko" (que significa literalmente "pollito"). A Kiriwar le gusta meterse con Árbitro y parece que no le importa mucho su trabajo. Su nombre se pronuncia "Kiriwo" pero se escribe oficialmente como "Kiriwar".
Gunji (グンジ?)
Voz por: Kazuya Sugisaki (PC, CD drama), Kishō Taniyama (PS2, anime)
Es otro de los verdugos que ejecutan a los infractores de las reglas en Igura. Es un hombre rubio que lucha con garras de nudillos metálicas. Viste una chaqueta roja que esté abierta en el frente, exponiendo la mayor parte de su torso cubierto de tatuajes. Gunji no es muy inteligente y actúa de forma espontánea y violenta, y es sumamente sádico en sus asesinatos, pero aun así posee una inocencia casi infantil y es amante de la diversión. Se le suele ver con Kiriwar, a quien llama "jijii" ("anciano"), mientras que llama a Árbitro "padre", y a Shiki "Shikitty".

## Media

### CD drama
Tres CD dramas fueron lanzados luego del lanzamiento del juego para PC en 2005. Togainu no Chi Image drama CD vol 1 fue lanzado el 29 de julio de 2005, y se centra en la relación de Akira y Shiki. Togainu no Chi Image drama CD vol 2 fue lanzado el 26 de agosto de 2005. Este último se centra en la relación de Akira y Keisuke, mientras que el tercer y último CD drama, Togainu no Chi ANOTHER STORY ~ RIN, fue lanzado el 29 de diciembre de 2005 y se centra en Rin.

### Manga
Una adaptación a serie de manga, ilustrada por Suguro Chayamachi, comenzó su serialización en la revista Comic B's LOG en enero de 2006 y fue publicada por Enterbrain. El manga fue licenciado para su lanzamiento en Norteamérica por Tokyopop en 2008. Otra adaptación, ilustrada por Kana Yamamoto y publicada por ASCII Media Works, fue publicada el 22 de julio de 2008. Está versión se centra en la historia de Keisuke.

### Libros
Una novela ligera escrita por Ikumi Kazuha y Nitro+Chiral e ilustrada por Tatana Kana y Kazuki Tomomaya, fue publicada por Biblos el 3 de febrero de 2006. La novela contiene historias de los personajes después de los acontecimientos del juego. Un libro de arte titulado Togainu no Chi True Blood Oficial Fan Book contiene información sobre el juego, perfiles de personajes, obras y entrevistas de los actores de voz. Fue publicado el 3 de julio de 2008.

### Anime
En marzo de 2010, como parte del 5º aniversario de Nitro+CHiRAL, fue anunciada una adaptación a serie anime bajo la producción de Aniplex. El anime comenzó a transmitirse por MBS y TBS el 7 de octubre de 2010. Aniplex of America transmitió en simultáneo la serie en Norteamérica en Anime News Network. El primer DVD fue lanzado el 22 de diciembre de 2010.